# Naturschutzgebiet Wreechener See

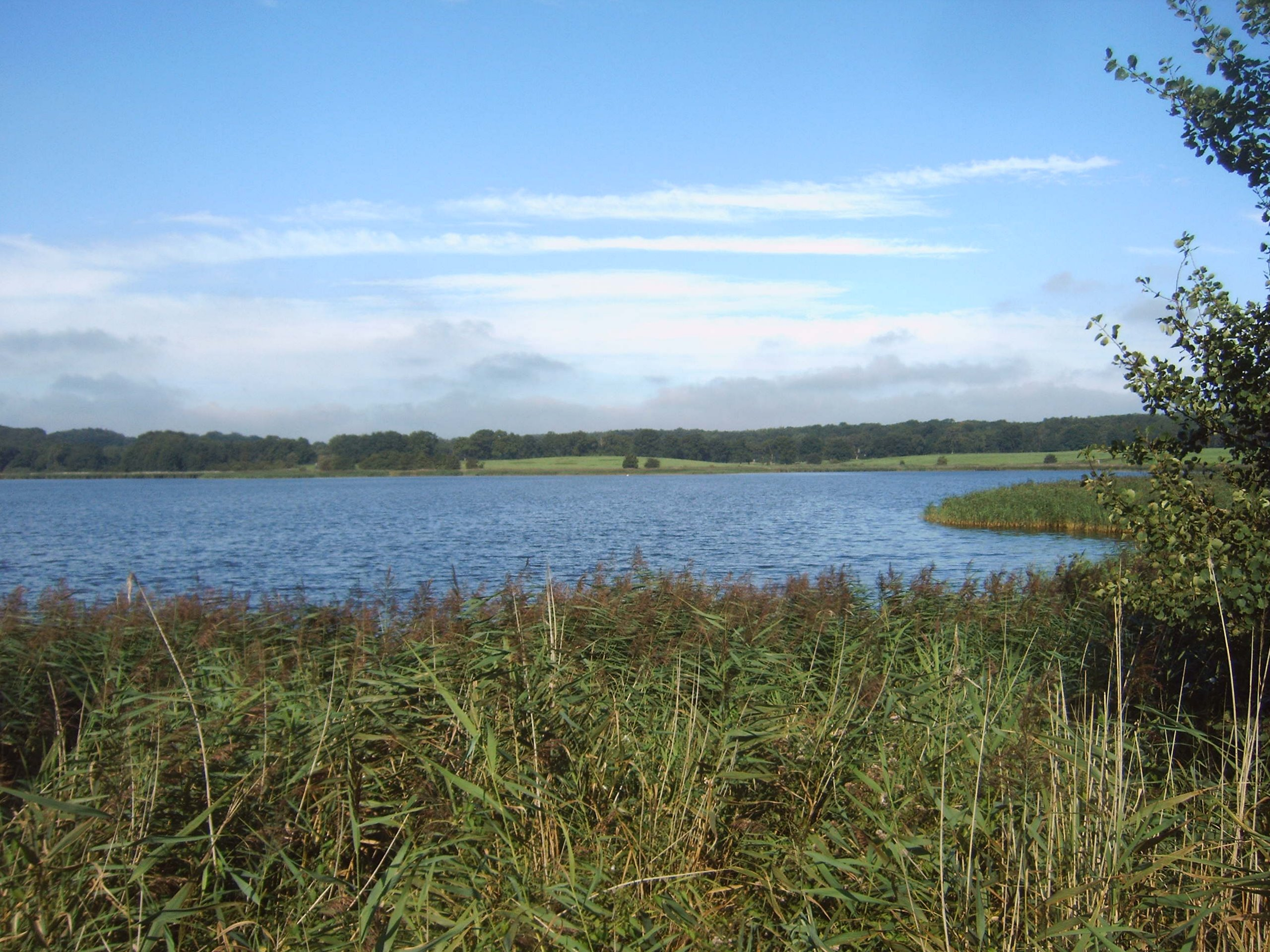
Blick vom Ostufer

Das Naturschutzgebiet Wreechener See ist ein 72 Hektar großes Naturschutzgebiet in Mecklenburg-Vorpommern zwei Kilometer südlich von Putbus. Die Unterschutzstellung erfolgte am 12. September 1990 im Rahmen der Gründung des Biosphärenreservates Südost-Rügen. Ziel der Ausweisung ist es, eine lagunenartige Bucht des Greifswalder Boddens als eine der letzten regionalen Ruhezonen für rastende Wasservögel zu erhalten. Der Wreechener See ist darüber hinaus gekennzeichnet von Verlandungsgesellschaften und ist Brutgebiet seltener Vogelarten. Angrenzende Feuchtwiesen werden extensiv genutzt.
Umliegende Orte sind Wreechen unmittelbar östlich sowie Krakvitz und Neukamp. Es besteht eine Verbindung zum Greifswalder Bodden.
Der Gebietszustand wird als befriedigend angesehen, da der Gewässerzustand durch landwirtschaftliche Nährstoffeinträge beeinträchtigt wird. Im Jahr 1997 kam es aufgrund von Sauerstoffmangel im Wasser des polytrophen Sees zum massenhaften Fischsterben. Die fast vollständig verschwundene Makrophytenflora hat sich in den vergangenen Jahren in Teilgebieten wieder angesiedelt. Im Schutzgebiet wird weiterhin Schilf zur Rohrwerbung geerntet.
Im Norden des Naturschutzgebietes befindet sich eine Schutzhütte, die einen Überblick ermöglicht. Die Straße von Neukamp nach Wreechen führt direkt an der Ostgrenze des Schutzgebiets entlang. Nach EU-Recht sind die Flächen Bestandteil des FFH-Gebiets und Vogelschutzgebiets.

## Geschichte
Der Wreecher See entstand aus einem Toteisblock während der letzten Eiszeit. Durch den Meeresspiegelanstieg der Littorina-Transgression überfluteten die Flächen und bekamen Anschluss an den Bodden. Küstenausgleichsprozesse führten zur Bildung von Sandhaken, welche den See vom Bodden mehr und mehr abtrennten. Der See verlandete und es bildete sich ein Gehölz- und Röhrichtgürtel aus. Im Westen entstanden Durchströmungs- und Quellmoore.
Zwei Großsteingräber südlich des Schutzgebiets weisen auf eine menschliche Besiedlung seit der Jungsteinzeit hin. Unweit südlich von Neukamp landeten preußische Truppen 1678 und begannen die Invasion Rügens.

## Pflanzen- und Tierwelt
Vom Boddenwasser beeinflusste Röhrichte umgeben den See. Typische Arten sind Schilf, Gemeine Salzbinse, Strand-Aster, Salz-Teichsimse, Gemeine Teichsimse und Wasserminze. Angrenzende Wiesen sind kleinflächig mit Salzwiesen durchsetzt. Es finden sich Salzbunge, Englischer Alant, Strand- und Sumpf-Dreizack, Großes Flohkraut, Natternzunge und Breitblättriges Knabenkraut.
Ursprünglich kamen im See Grundrasen aus Kamm-Laichkraut, Hornblatt, Brackwasser-Hahnenfuß und Armleuchteralgen vor. Nachdem diese in den vergangenen Jahrzehnten durch Nährstoffeinträge und nachfolgende Verschlechterung der Wasserqualität verschwanden, konnten in den vergangenen Jahren Neubesiedlungen dieser Arten nachgewiesen werden.
Brutvögel im Gebiet sind Teichrohrsänger, Rohrammer sowie verschiedene Entenarten. Das Naturschutzgebiet hat eine herausragende Bedeutung als Rastgebiet für Enten, wie Stock-, Tafel-, Reiher-, Schell- und Spießente sowie für Mittel-, Gänse- und Zwergsäger. Im Frühjahr und Herbst konnten auch Raubseeschwalben beobachtet werden.
Blindschleiche, Waldeidechse, Laub- und Grünfrosch kommen im Gebiet vor.